# Талса
Талса (англ. Tulsa, від маск. Tallasi — старе містечко) — місто (англ. city) в США, в округах Осадж, Роджерс і Талса на північному сході штату Оклахома. Розташоване на лівому березі річки Арканзас. Населення — 413 066 осіб (2020). Чисельність населення агломерації — 929 015 осіб (2009 рік). До Талської конурбації також відносять агломерацію Бартерсвилль чисельністю населення 50,5 тис. осіб.
За наявністю нафтових промислів місто отримало прізвисько «Нафтова столиця світу». Талса також відома своїм західним стилем музики.
Найвищою будівлею Талси є 52-поверхова «БОК башта» висотою 203 метри. У місті 17 закладів вищої освіти, у тому числі відомий харизматичний університет Орала Робертса.

## Історія

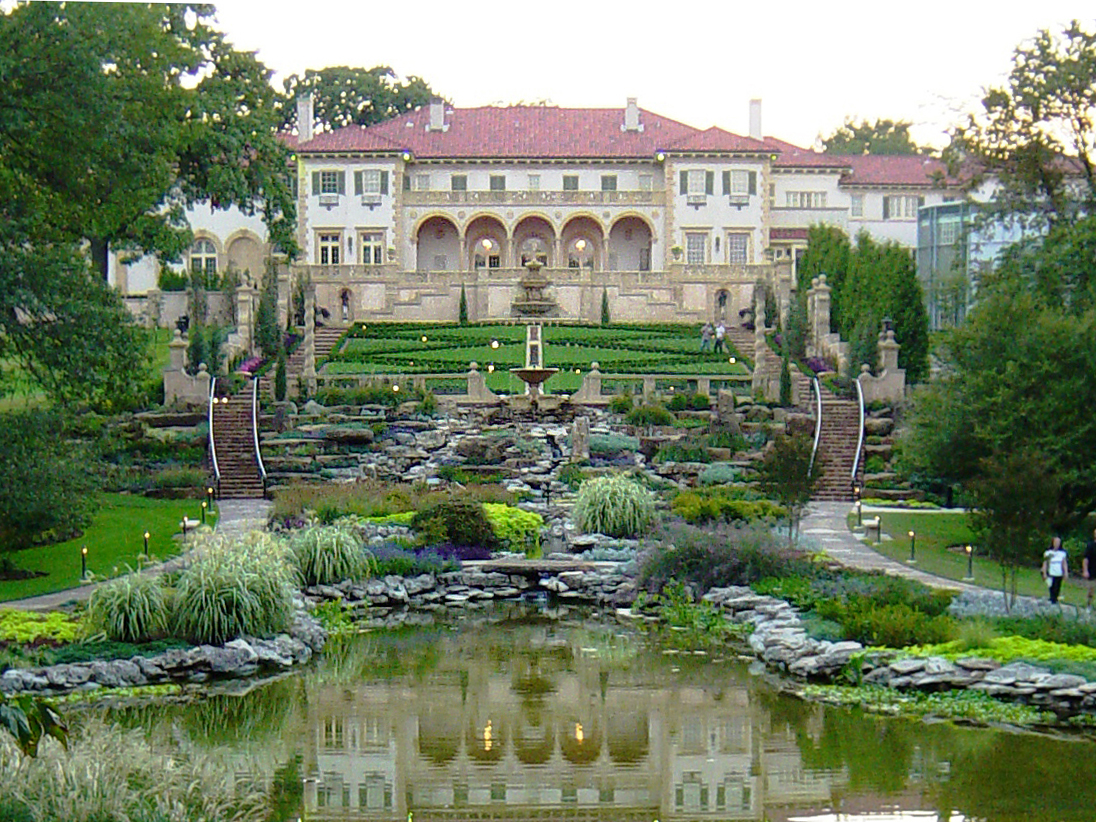
Музей Філлбрука — колишня садиба нафтового магната.

Місцевість міста була заселена у 1836 році племенем Лочапока, частиною народу кріки. 1898 року засноване місто Талса. 1901 року з'явилася перша нафтова свердловина, що визначила подальшу долю міста як великого нафтового центру США.
У зв'язку з нафтовидобувним бумом на північному сході Талси у Грінвуді у 1910-х роках утворився так званий «Нігро Вол-стріт» — район чорношкірих. Проте у 1921 році місто стало відоме сумнозвісним талським расовим погромом чорношкірого населення.

## Географія
Талса розташована за координатами 36°7′41″ пн. ш. 95°54′8″ зх. д. / 36.12806° пн. ш. 95.90222° зх. д. (36.127949, -95.902316).  За даними Бюро перепису населення США в 2010 році місто мало площу 520,56 км², з яких 509,59 км² — суходіл та 10,97 км² — водойми.

### Клімат
Талса розташована у серці алеї смерчів (торнадо). Середня температура липня +27,5 °C, січня — +2,5 °C. Середньорічна температура +16 °C, опади — 1078 мм (у тому числі 23 мм снігу).
| Клімат : Талса                                      | Клімат : Талса | Клімат : Талса | Клімат : Талса | Клімат : Талса | Клімат : Талса | Клімат : Талса | Клімат : Талса | Клімат : Талса | Клімат : Талса | Клімат : Талса | Клімат : Талса | Клімат : Талса | Клімат : Талса |
| Показник                                            | Січ.           | Лют.           | Бер.           | Квіт.          | Трав.          | Черв.          | Лип.           | Серп.          | Вер.           | Жовт.          | Лист.          | Груд.          | Рік            |
| Абсолютний максимум, °C                             | 27,8           | 32,2           | 37,2           | 38,9           | 37,8           | 42,2           | 45,0           | 46,1           | 42,8           | 36,7           | 31,7           | 26,7           | 46,1           |
| Середній максимум, °C                               | 8,9            | 11,8           | 16,9           | 22,1           | 26,3           | 30,8           | 33,9           | 33,9           | 28,8           | 22,8           | 16,1           | 9,6            | 21,9           |
| Середній мінімум, °C                                | −2,5           | −0,4           | 4,5            | 9,6            | 15,1           | 19,8           | 22,6           | 21,8           | 16,7           | 10,3           | 4,2            | −1,3           | 10,1           |
| Абсолютний мінімум, °C                              | −26,7          | −26,1          | −19,4          | −5,6           | 0,0            | 9,4            | 10,6           | 8,9            | 1,7            | −9,4           | −12,2          | −22,2          | −26,7          |
| Середня кількість сонячних годин на місяць          | 175,8          | 171,7          | 219,6          | 244,4          | 266,7          | 294,8          | 334,7          | 305,3          | 232,5          | 218,6          | 161,1          | 160,8          | 2786           |
| Норма опадів, мм                                    | 42             | 47             | 84             | 96             | 150            | 120            | 85             | 74             | 108            | 100            | 71             | 63             | 1041           |
| Днів з опадами                                      | 6,1            | 6,6            | 8,7            | 8,5            | 10,5           | 9,8            | 6,4            | 6,6            | 8,0            | 7,9            | 6,8            | 7,0            | 92,9           |
| Днів зі снігом                                      | 1,9            | 1,3            | 0,6            | 0              | 0              | 0              | 0              | 0              | 0              | 0              | 0,2            | 1,6            | 5,6            |
| Вологість повітря, %                                | 66.7           | 65.2           | 61.6           | 61.2           | 69.1           | 69.3           | 63.6           | 64.5           | 70.1           | 66.4           | 67.4           | 68.5           | 66.1           |
| --------------------------------------------------- | -------------- | -------------- | -------------- | -------------- | -------------- | -------------- | -------------- | -------------- | -------------- | -------------- | -------------- | -------------- | -------------- |
| Джерело: NOAA (relative humidity and sun 1961–1990) |                |                |                |                |                |                |                |                |                |                |                |                |                |

## Демографія
Згідно з переписом 2010 року, у місті мешкало 391 906 осіб у 163 975 домогосподарствах у складі 95 246 родин. Густота населення становила 753 особи/км².  Було 185127 помешкань (356/км²).
Расовий склад населення:
| - 62,6 % — білих - 15,9 % — чорних або афроамериканців - 5,3 % — корінних американців - 2,3 % — азіатів - 0,1 % — вихідців з тихоокеанських островів - 8,0 % — осіб інших рас |

До двох чи більше рас належало 5,9 %. Частка іспаномовних становила 14,1 % від усіх жителів.
За віковим діапазоном населення розподілялося таким чином: 24,5 % — особи молодші 18 років, 63,0 % — особи у віці 18—64 років, 12,5 % — особи у віці 65 років та старші. Медіана віку мешканця становила 34,7 року. На 100 осіб жіночої статі у місті припадало 95,0 чоловіків;  на 100 жінок у віці від 18 років та старших — 92,1 чоловіків також старших 18 років.
Середній дохід на одне домашнє господарство  становив 65 633 долари США (медіана — 42 284), а середній дохід на одну сім'ю — 80 676 доларів (медіана — 52 988). Медіана доходів становила 40 808 доларів для чоловіків та 32 936 доларів для жінок. За межею бідності перебувало 20,2 % осіб, у тому числі 31,2 % дітей у віці до 18 років та 9,2 % осіб у віці 65 років та старших.
Цивільне працевлаштоване населення становило 189 750 осіб. Основні галузі зайнятості: освіта, охорона здоров'я та соціальна допомога — 21,3 %, науковці, спеціалісти, менеджери — 12,3 %, виробництво — 11,1 %, мистецтво, розваги та відпочинок — 10,6 %.

## Освіта
- Університет Орала Робертса

## Пам'ятки
- Молитовна вежа

## Міста-побратими
- Бейхай, КНР
- Целле, Німеччина
- Ам'єн, Франція
- Сан-Луїс-Потосі, Мексика
- Тверія, Ізраїль
- Уцуномія, Японія
- Зеленоград, Росія
- Гаосюн, Республіка Китай

## Персоналії
- Дженіфер Джонс (1919 — 2009) — американська акторка
- Блейк Едвардс (1922—2010) — американський сценарист, кінорежисер, продюсер
- Маршалл Белл (*1942) — американський актор.